# فوتشكو
فوتشكو (بالصربية: Вучко) هي تعويذة ذئب أستخدمت لدورة الألعاب الأولمبية الشتوية 1984 ألتي أقيمت في سراييفو في يوغوسلافيا، صممت من قبل الرسام السلوفيني جوزي تروبيتش، والتعويذة هي لذئب يعيش في منطقة جبال الألب الدينارية وقد كان فوتشكو حينها بطل لمسلسل رسوم متحركة يوغوسلافي من تأليف نيديلكو دراغيتش، هذا الذئب حمل صفات الخرافات اليوغوسلافية حيث يرمز له للشجاعة والقوة ولفصل الشتاء، ومن خلال ابتسامته فقط أعطي صفة الطيبة بعكس رسوم الذئب المعتادة وألتي تدل على شره ومكره.